# 西門子歌美颯
西門子歌美颯（英語：Siemens Gamesa Renewable Energy S.A., SGRE）是一家以風力發電機系統設計與製造為主的可再生能源公司，提供陸上和離岸風電服務。以歷年累計裝置量計算，該公司為全球第二大風力發電機製造商。1991年啟用的溫德比離岸風力發電廠為全球第一座離岸風電發電廠，其風力發電機為該公司的前身紅利能源所提供。
西門子歌美颯總部位於西班牙比斯開省的薩穆迪奧，由「西門子風電」與「歌美颯」於2016年7月合併組成，在合併之前，兩家公司均為風力發電系統領導廠商，合併之後更可以挑戰業界龍頭維斯塔斯（Vestas）的地位。以歷年累計裝置量計算，西門子歌美颯排名在維斯塔斯之後名列世界第二；以2021年單年度裝置量計算，西門子歌美颯名列第三。2023年中國風電市場大爆發，中國業者排名全部往前移動，全球第一、二、四、五名均為中國廠商，西門子歌美颯新增裝置量以7,721 MW名列第六。在非中國廠商中，位居全球排名第三的維斯塔斯之後，為非中國廠商的第二名。

## 發展沿革
西門子歌美颯由「西門子風力發電」（以下簡稱「西門子風電」）與「歌美颯」於2016年7月合併組成，兩家公司在合併前均已是全球風力發電系統領導廠商。以下別介紹西門子風電與歌美颯的發展沿革：

### 西門子風力發電（Siemens Wind Power A/S）

#### 西門子風電成立之前
西門子風電的歷史最早可追溯至1980年，當時由丹麥灌溉系統製造商丹瑞根投入風力發電機業務，丹瑞根開發的第一台風力發電機轉子直徑為10公尺、發電機功率為20至30kW。1981年，丹瑞根將風力發電業務拆分至一家新公司丹瑞根風能，創辦人為彼得·斯圖伯克·索倫森與埃貢·克里斯滕森（丹麥語：Egon Kristensen）兩人，公司位置在丹麥布蘭訥（Brande），資本額為30萬丹麥克朗。丹瑞根風能最初生產轉子直徑15公尺、功率55kW的風力發電機，在1983年改名為紅利能源（Bonus Energy），改名的原因為該公司想進軍以英語為主的北美市場，紅利能源（Bonus Energy）相對於丹瑞根風能（Danregn Vindkraft A/S），是一個較容易記的公司名稱。
紅利能源在1991年，提供了11台該公司生產的450 kW風力發電機，安裝於溫德比離岸風力發電廠，這是世界上第一個離岸風力發電廠案例。紅利能源原先風力發電機葉片是向位於丹麥維堡（Viborg）的屋加風能（丹麥語：Økær Vind Energi）採購，後來改向另一家丹麥廠商LM風能（英語：LM Wind Power）採購。在1990年代後期，紅利能源開始開發自己的風力發電機葉片，並於2000年代初期在丹麥奧爾堡（Aalborg）開始生產。紅利能源在2004年賣給西門子（Siemens AG），其業務與計畫管理部門於2009年5月搬遷至德國漢堡。

#### 西門子風電產品發展

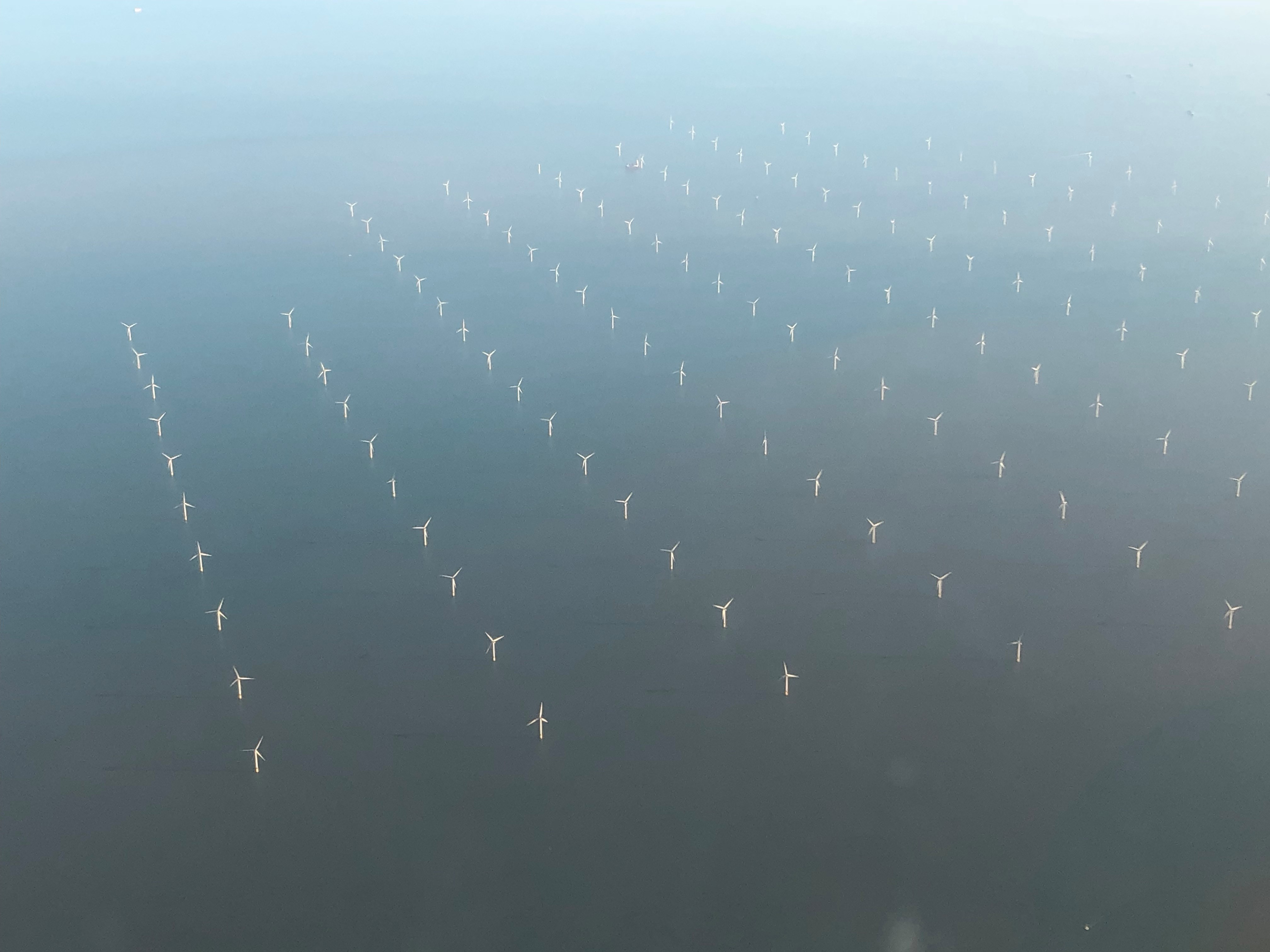
一度為全球最大離岸風電發電廠的英國倫敦陣列電廠，採用175支西門子SWT-3.6-120（3.6 MW）離岸風力發電機

2008年中，西門子風電開始進行無齒輪箱（Gearbox）的直驅式（Direct Drive，DD）風力發電機原型測試，其以該公司先前開發的有齒輪箱之SWT-3.6-107風力發電機為藍本，用永磁發電機替代了齒輪箱和交流發電機的組合，測試成功後，2009年開始進行新機型的生產設計。同一時間，2009年西門子風電開發了符合IEC 61400 class 1A標準的新型3 MW直驅式設計原型（SWT 3.0-101 DD），於丹麥布蘭訥（Brande）進行實證測試。2010年4月該機型開始量產，與早期的2.3 MW設計相比，大幅降低了複雜度（約減少了一半的零組件），並減少機艙重量，此設計可降低製造成本。2011年推出適用於較低平均風速應用的2.3 MW版本（SWT-2.3-113）。
2011年5月，西門子風電開始測試6 MW直驅式風力發電機原型，其可搭配直徑介於120至154公尺的葉片轉子，於2011年11月開始批量生產。2013年西門子風電宣布開發其3.6MW設計，型號為SWT 4.0-130，轉子直徑為130公尺、額定功率為4 MW。同時西門子風電導入新的產品平台代碼，其中「G」代表有齒輪箱設計，「D」代表無齒輪箱的直驅式設計，後面連接數字表示近似功率等級。四個初始產品分級為Siemens G2（有齒輪箱，2 MW）、G4（有齒輪箱，4 MW）、D3（直驅式，3 MW）與D6（直驅式，6 MW）。

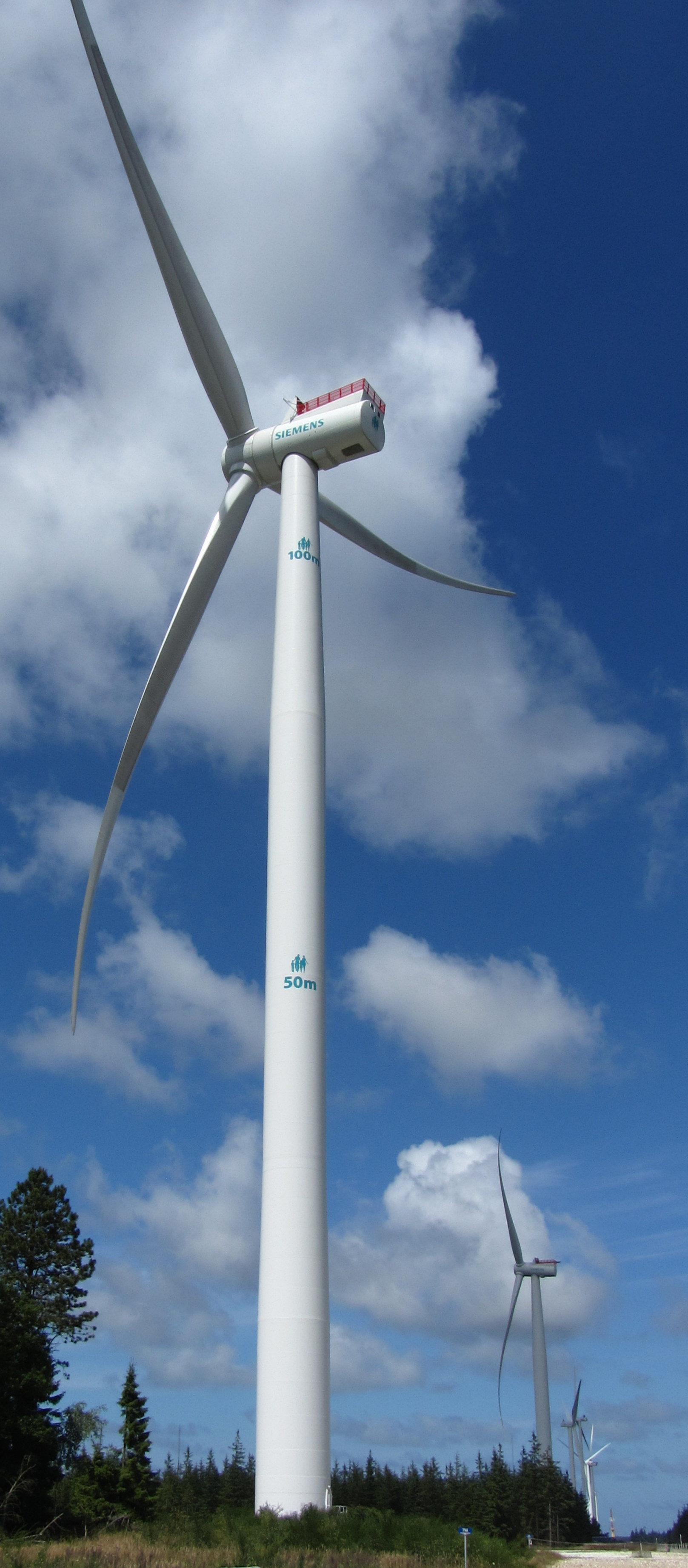
位於丹麥奧斯德里（Østerild）風力發電機測試場中西門子7 MW風力發電機

2015年西門子風電將其6 MW離岸風力機額定功率提升至7 MW，仍採用直驅式設計之永磁發電機，2016年再提高至8 MW。2015年10月，西門子風電獲得首張7 MW風力發電機訂單，提供沃爾尼延伸（英語：Walney Wind Farm）離岸風場47支7 MW風力機。

#### 西門子風電收購與各地布局
2006年西門子風電收購了LM玻璃纖維（丹麥語：LM Glasfiber）位於丹麥恩格斯萬（丹麥語：Engesvang）的風力發電機葉片工廠（LM玻璃纖維後改名為LM風能，於2017年4月被奇異再生能源（英語：GE Renewable Energy）收購）。2007年西門子風電在美國愛荷華州的麥迪遜堡建造一座葉片工廠；在厄爾戈的輪轂工廠於2008年開始生產；在美國堪薩斯州哈欽森（英語：Hutchinson, Kansas）的機艙工廠於2010年12月啟用。另外，原紅利能源位於德國不來梅的銷售和服務合作夥伴公司安風能（德語：AN Windenergie GmbH）於2005年也被西門子風電收購。2010年，西門子風電從東能源（DONG Energy，該公司於2017年11月改名為沃旭能源（丹麥語：Ørsted））手中收購了離岸風電場安裝公司A2SEA 49%股權，但在2017年將持股全數賣給另一家離岸風電場安裝公司GeoSea（GeoSea於2019年改名為DEME）。
2010年，西門子風電在中國上海臨港新片區靠近洋山深水港的工廠（公司名稱：西門子風電葉片（上海）有限公司）開始生產。同年12月，西門子風電宣布將在加拿大安大略省蒂爾森堡（英語：Tillsonburg），將一座閒置的廠房改設置葉片工廠。2011年初，西門子風電與英國港口聯合會（Associated British Ports，ABP）宣布投資2.1億英鎊建造風力發電機組裝廠，並在英國赫爾河畔京斯頓的亞歷山德拉碼頭（英語：Alexandra Dock）建設船塢。2012年7月，西門子風電同意自2014年起向東能源提供300台6 MW直驅式風力發電機，其型號為SWT-6.0-154，葉片長度為75公尺，此批風力機將用於英國離岸風電市場，並先在岡菲·珊茲（英語：Gunfleet Sands Offshore Wind Farm）離岸風場安裝兩台風力發電機進行測試。此次合約總金額估計超過20億英鎊。西門子風電6 MW直驅式風力發電機第一個商業運轉案例為2014年開始營運的韋斯莫斯·洛夫（英語：Westermost Rough Wind Farm）離岸風場，其裝置容量為210MW。2012年9月，西門子風電宣布在美國裁撤615名工人（當地總員工約1,650人），原因是美國對未來風能減稅優惠政策的不確定性，導致對風力發電機的需求減少。
2014年3月，西門子風電與英國港口聯合會確認2011年簽訂的備忘錄（MOU）內容，在英國赫爾河畔京斯頓建造一座風力機工廠，其為「綠色港口-赫爾（英語：Green Port Hull）」計畫的一部分，並在赫爾以東約克郡東區堡爾（英語：Paull）附近增設一座葉片工廠。2014年，原規劃在堡爾設廠的計畫廢止，所有生產都集中在亞歷山德拉碼頭，2015年4月提出的修訂計畫中，僅有葉片製造工廠，沒有機艙生產工廠。2015年初，西門子風電宣布已獲得合約，將在埃及提供600台、容量約2 GW的風力發電機，西門子風電將在埃及的艾因·索赫納（阿拉伯语：‎）建造一座葉片工廠，僱用約1,000名工人，這些風力機將裝在蘇伊士灣與尼羅河地區12個風力發電廠。此計畫為2015年6月簽署，總金額80億歐元、總容量16.4 GW能源開發協議的一部分。
2015年8月，西門子風電宣布將在德國庫克斯港建立一個新的機艙製造廠，投資額為2億英鎊，該工廠預計於2017年中投入營運，將僱用1,000名員工。2016年初在摩洛哥的丹吉爾-麥德（阿拉伯语：‎）附近建造一座葉片工廠。2017年2月，西門子風電關閉位於丹麥恩格斯萬的葉片工廠，裁員430人，原因是工廠無法生產更大尺寸的葉片。

### 歌美颯（Gamesa Corporación Tecnológica S.A.）

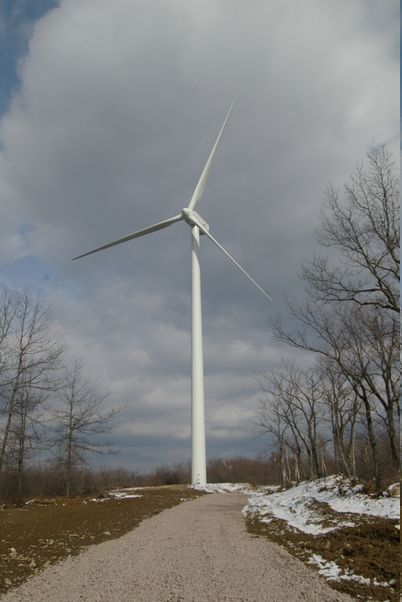
歌美颯G80-2 MW風力發電機，位於美國賓夕法尼亞州

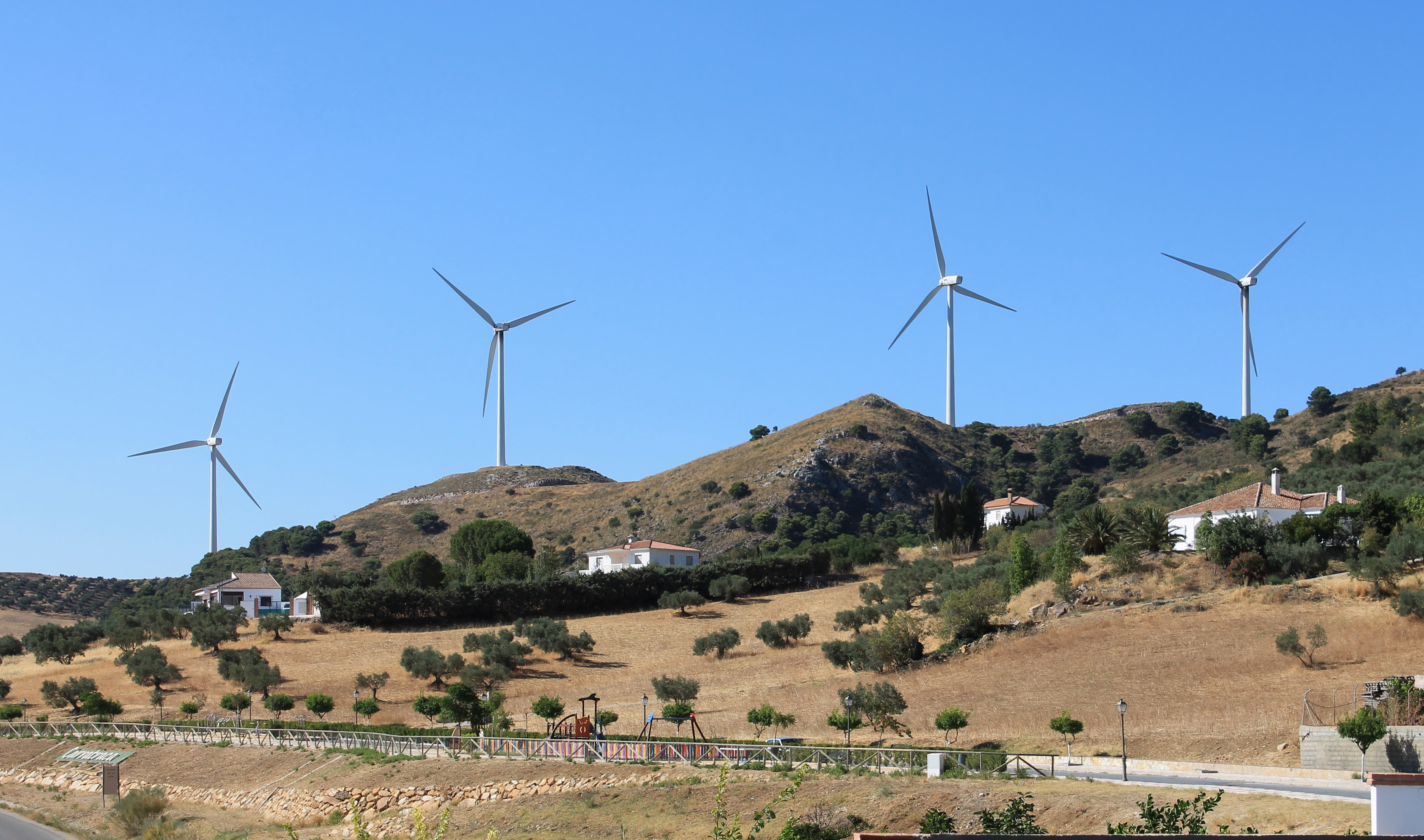
歌美颯G87-2 MW風力發電機，位於西班牙卡拉特拉卡

歌美颯的歷史最早可追溯至1976年，由胡安·路易斯·阿雷吉（西班牙語：Juan Luis Arregui）和約瑟巴·米克爾（西班牙語：Joseba Mikel Grajales）兩人創立奧斯利·梅答魯吉谷公司（西班牙語：Grupo Auxiliar Metalúrgico S.A.），該公司專注於開發新技術並將其尋找其新興應用，開發的項目包括機器人、微電子、航空與複合材料。
1994年，奧斯利·梅答魯吉谷公司為了投入風力發電機製造，成立子公司「歌美颯風能」（西班牙語：Gamesa Eólica）。歌美颯風能在1995年起投入發場開發、建設與營運，並在1996年完成其開發的首座風場。同時，1995年歌美颯與維斯塔斯簽訂合作協議，合作維持了7年，在2002年終止。
歌美颯於2000年10月31日在西班牙馬德里證券交易所上市，並在2001年4月24日成為馬德里證券交易所的IBEX 35成分股。2002年，歌美颯收購了齒輪箱製造商埃切薩（西班牙語：Echesa）、發電機製造商坎塔雷（西班牙語：Cantarey）和變壓器製造商恩能創（西班牙語：Enertrón）。2006年以來，歌美颯專注於可再生能源相關的技術，主要是風力發電。並將其他行業部門分割出去，航空業部門成立了安諾華公司（Aernnova）；服務業部門成立全球能源服務（Global Energy Services）公司。為了響應英國政府擴大離岸風電製造業的政策，歌美颯承諾投資英國1.337億英鎊以建設生產工廠與相關設施，並將該公司的離岸風電部門遷至倫敦。
2014年1月，歌美颯與法國核電製造商阿海琺宣布成立合資公司阿德溫，以投入離岸風電業務。歌美颯與西門子風電合併案公布後，阿海琺在2017年將其持有的所有阿德溫股權賣給歌美颯，退出離岸風電業務。

### 西門子歌美颯

#### 西門子和歌美颯合併
2016年7月17日，西門子風電和歌美颯宣布了風電業務合併的計畫，新公司取名為「西門子歌美颯再生能源公司」（Siemens Gamesa Renewable Energy S.A.，簡稱SGRE），原西門子風電占59%股份、原歌美颯占41%股份。西門子公司以10億歐元現金收購了原歌美颯的股份。因歌美颯原本就在西班牙馬德里證券交易所掛牌，合併後的公司沿用，並將公司總部設在西班牙，離岸風電業務部門位於德國漢堡和丹麥瓦埃勒。以歷年總安裝量計算，合併後的企業是全球最大的風力發電機製造商（約69 GW）。合併生效日為2017年4月3日。2019年，西門子歌美颯同意以2億歐元的金額收購德國風力發電機開發商森敏（Senvion）的歐洲服務團隊。

#### 西門子歌美颯產品發展
2017年11月，西門子歌美颯推出單機8 MW的風力發電機SG 8.0-167DD。2019年1月，西門子歌美颯推出單機10 MW的風力發電機SG-10.0-193.DD，為該公司第一款單機容量達到10 MW的風力發電機。2019年11月，西門子歌美颯宣布將10 MW風力機容量提升至11 MW。2020年5月，西門子歌美颯推出單機14 MW的風力發電機，發布後成為世界上尺寸最大的風力電機。此風力發電機轉子直徑為222公尺，高度為247公尺，轉子掃略面積為3.9萬平方公尺，約等於5.5個足球場，未來可將單機裝置容量提高到15 MW。

#### 西門子歌美颯營運發展
2017年11月，西門子歌美颯宣布進行裁員計畫，將2萬7千名員工裁減6千人，以鞏固其作為市場領導廠商的地位。裁員的原因為2017年度營收慘淡，並且不看好2018年風力電市場前景。2018年4月，位於臺灣苗栗的海洋竹南風力發電場向西門子歌美颯採購20台6 MW風力發電機，於2019年10月完成安裝，12月進行運轉。2019年4月，西門子歌美颯獲得EDF再生能源兩份風力發電機訂單，合計裝置容量為487 MW，包括96台SG 4.5-145與14台SWT-2.3-108，將裝置於美國德克薩斯州與新墨西哥州的風力發電廠。2019年6月，西門子歌美颯確認達德能源訂購80台SG 8.0-167 DD風力發電機，總容量為640 MW，將裝置於臺灣雲林「允能離岸風力發電廠」，預計於2021年完成。
2020年2月，原西門子歌美颯第二大股東伊比德羅拉（約占8%）因與最大股東西門子公司（約占59%）對於營運方向想法不同，伊比德羅拉將持股以10.995億歐元賣給西門子公司，西門子公司持股增加至67%，随后的西门子业务调整中，西門子歌美颯被并入西门子能源股份公司，成为西门子能源旗下的一家上市公司。2020年5月，美國德敏寧能源（英語：Dominion Energy）向西門子歌美颯表達採購意願，西門子歌美颯將提供14 MW風力發電機，裝置於德敏寧能源位於美國維吉尼亞州、容量2.6 GW的風力發電場，預計於2026年完成裝置。2020年6月，臺灣「海龍二號」離岸風力發電廠宣布採用西門子歌美颯14 MW風力發電機，預定於2024年起於西門子歌美颯預定在臺中港新設立的工廠進行組裝；同月，由於2019冠狀病毒病疫情影響，西門子歌美颯2020年營運狀況較為艱難，該公司撤換執行長馬庫斯·塔克（德語：Markus Tacke），由安德烈亞斯·瑙恩（德語：Andreas Nauen）接任。2021年9月，該公司位於臺灣臺中港的機艙組裝廠啟用。2022年3月更換執行長為約亨·艾克霍爾特（德語：Jochen Eickholt）。

## 產品
西門子歌美颯風力發電機產品之產品代碼前面均為「SG」開頭，即「Siemens Gamesa」簡寫，產品分為「2.X」、「3.X」、「4.X」、「5.X」與離岸風力系列。各系列產品型號與主要規格如下：
| 已下市產品 | 現役產品 | 開發中產品 |
| ---------- | -------- | ---------- |

### Siemens Gamesa 2.X 系列（已下市）
| 型號       | 額定功率 （單位：MW） | 設計風區等級 | 葉輪直徑 （單位：m） | 輪穀高度 （單位：m）     |
| ---------- | --------------------- | ------------ | -------------------- | ------------------------ |
| SG 2.1-114 | 2.1                   | IIa/IIIa/S   | 114                  | 68/80/93/106/125/127/153 |
| SG 2.2-122 | 2.2                   | III/S        | 122                  | 108/127                  |
| SG 2.6-114 | 2.625                 | Ia/IIa/S     | 114                  | 63/68/75/80/88/93/125    |
| SG 2.9-129 | 2.9                   | S            | 129                  | 87                       |

### Siemens Gamesa 3.X 系列
| 型號       | 額定功率 （單位：MW） | 設計風區等級 | 葉輪直徑 （單位：m） | 輪穀高度 （單位：m）            |
| ---------- | --------------------- | ------------ | -------------------- | ------------------------------- |
| SG 3.4-132 | 3.465                 | Ia/IIa       | 132                  | 84/97/101.5/108/114/134/154/165 |
| SG 3.4-145 | 3.465                 | III/S        | 145                  | 127.5                           |

### Siemens Gamesa 4.X 系列
| 型號       | 額定功率 （單位：MW） | 設計風區等級 | 葉輪直徑 （單位：m） | 輪穀高度 （單位：m） |
| ---------- | --------------------- | ------------ | -------------------- | -------------------- |
| SG 5.0-132 | 5                     | Ia           | 132                  | 84                   |
| SG 5.0-145 | 5                     | IIb          | 145                  | 90/102.5/127.5       |

### Siemens Gamesa 5.X 系列
| 型號       | 額定功率 （單位：MW） | 設計風區等級 | 葉輪直徑 （單位：m） | 輪穀高度 （單位：m）                  |
| ---------- | --------------------- | ------------ | -------------------- | ------------------------------------- |
| SG 5.8-155 | 5.8                   | 未公布       | 155                  | 90/102.5/122.5/165                    |
| SG 5.8-170 | 5.8                   | 未公布       | 170                  | 100/115/135/165                       |
| SG 6.6-155 | 6.6                   | IA/IIa/IIb   | 155                  | 90/102.5/107.5/122.5/165              |
| SG 6.6-170 | 6.6                   | IIIa/IIIb/S  | 170                  | 100/110.5/115/135/145/150/155/165/185 |
| SG 7.0-170 | 7.0                   | IIa          | 170                  | 115/135/155/165/185                   |

### Siemens Gamesa 離岸風力系列
Siemens Gamesa SG 14.0-222DD、SG 14.0-236DD為開發中機型，預定於2024年量產。
| 型號          | 額定功率 （單位：MW） | 設計風區等級 | 葉輪直徑 （單位：m） | 輪穀高度 （單位：m） |
| ------------- | --------------------- | ------------ | -------------------- | -------------------- |
| SG 8.0-167DD  | 8                     | Ib/S         | 167                  | 依設置地而定         |
| SWT-7.0-154   | 7                     | Ib           | 154                  | 依設置地而定         |
| SWT-6.0-154   | 6                     | Ia           | 154                  | 依設置地而定         |
| SG 11.0-200DD | 11                    | I/S          | 200                  | 依設置地而定         |
| SG 14.0-222DD | 14                    | I/S          | 222                  | 依設置地而定         |
| SG 14.0-236DD | 14                    | I/S          | 236                  | 依設置地而定         |

## 公司營運

### 歐洲據點
西門子歌美颯營運據點以位於歐洲居多，公司總部與陸上風電業務部門在西班牙薩穆迪奧，離岸風電業務部門位於德國漢堡和丹麥瓦埃勒。歐洲銷售與服務據點包括：奧地利維也納；比利時布魯塞爾；克羅埃西亞薩格勒布；丹麥布蘭訥、瓦埃勒；法國巴黎；德國漢堡；希臘雅典；匈牙利布達佩斯；愛爾蘭都柏林；義大利米蘭；荷蘭海牙；挪威奧斯陸；波蘭華沙；西班牙潘普洛納；瑞典斯德哥爾摩；土耳其伊斯坦堡；英國坎伯利、泰恩河畔新堡。
歐洲研發據點包括：丹麥布蘭訥；德國漢堡；西班牙馬德里、潘普洛納、薩穆迪奧。歐洲工廠包括：丹麥奧爾堡、布蘭訥；德國庫克斯港；西班牙阿格雷達、奧伊斯、索莫薩斯；英國赫爾河畔京斯頓。
| 西班牙 · 薩穆迪奧馬德里阿格雷達奧伊斯潘普洛納索莫薩斯德國漢堡庫克斯港瑞典 · 斯德哥爾摩挪威奧斯陸丹麥 · 瓦埃勒奧爾堡布蘭訥法國巴黎荷蘭海牙比利時 · 布魯塞爾英國 · 坎伯利泰恩河畔新堡赫爾河畔京斯頓愛爾蘭 · 都柏林奧地利 · 維也納波蘭華沙匈牙利 · 布達佩斯克羅埃西亞 · 札格瑞布義大利米蘭希臘雅典土耳其 · 伊斯坦堡 西門子歌美颯歐洲的據點，圖例： 橙色：總部； 紅色：銷售與服務據點； 綠色：研發據點； 藍色：工廠（註：同一國當中據點超過一處，國名僅顯示一次） |

### 歐洲以外據點
西門子歌美颯以外營運據，銷售與服務據點包括亞太地區：中華人民共和國北京、上海；印度班加羅爾、清奈；日本東京；大韓民國首爾；菲律賓馬卡蒂；新加坡；斯里蘭卡可倫坡；臺灣臺北；泰國曼谷；越南胡志明市；伊朗德黑蘭；澳洲悉尼。美洲地區：加拿大多倫多；美國奧蘭多、波德；巴西聖保羅；智利聖地牙哥；墨西哥墨西哥城。非洲地區：埃及開羅；摩洛哥卡薩布蘭卡；南非約翰內斯堡。
研發據點包括美國波德、印度班加羅爾。工廠包括美國麥迪遜堡、哈欽森；巴西卡馬薩里；中華人民共和國上海、天津；臺灣臺中港；印度清奈、哈洛爾、马曼杜尔。摩洛哥丹吉爾。
| 中華人民共和國 · 北京上海天津班加羅爾清奈印度哈洛爾马曼杜尔日本東京韓國 · 首爾臺灣臺北臺中港菲律賓 · 馬卡蒂新加坡斯里蘭卡 · 可倫坡泰國 · 曼谷越南 · 胡志明市伊朗德黑蘭埃及開羅摩洛哥 · 卡薩布蘭卡丹吉爾南非約翰尼斯堡澳洲雪梨加拿大 · 多倫多美國奧蘭多波德麥迪遜堡哈欽森墨西哥 · 墨西哥城巴西聖保羅卡馬薩里智利 · 聖地牙哥 西門子歌美颯歐洲以外的據點，圖例： 紅色：銷售與服務據點； 綠色：研發據點； 藍色：工廠（註：同一國當中據點超過一處，國名僅顯示一次） |

## 外部連結
- 西門子歌美颯（SGRE）的官方网站（英文）（西班牙文）
- SGRE的社群媒體：SGRE的Facebook專頁、SGRE的X（前Twitter）、SGRE的Instagram帳戶、YouTube上的SGRE頻道
- 西门子风力发电叶片（上海）有限公司 （页面存档备份，存于）（简体中文）